# Acanthomintha
Acanthomintha je rod rostlin z čeledi hluchavkovitých. Zahrnuje 4 druhy a je rozšířen v Kalifornii a severozápadním Mexiku.

## Popis
Jsou to aromatické jednoleté rostliny se vzpřímeným stonkem a trnitými výběžky na listenech. Barva květů je vždy bílá, někdy s fialovými nebo růžovými okraji. Všechny druhy rodu Acanthomintha mají čtyři tyčinky, dvě hořejší jsou redukované. Pestík je štíhlý, plodem jsou vejčité tvrdky.

## Druhy
- Acanthomintha duttonii (Abrams) Jokerst
- Acanthomintha ilicifolia Gray
- Acanthomintha lanceolata Curran
- Acanthomintha obovata Jepson